# Comuna Verbivciîk, Brodî
Verbivciîk (în ucraineană Вербівчик) este o comună în raionul Brodî, regiunea Liov, Ucraina, formată din satele Orîhivciîk, Stîborivka și Verbivciîk (reședința).

## Demografie
Componența lingvistică a comunei Verbivciîk
     Ucraineană (99,57%)
     Alte limbi (0,43%)
Conform recensământului din 2001, majoritatea populației comunei Verbivciîk era vorbitoare de ucraineană (99,57%), existând în minoritate și vorbitori de alte limbi.